# 2003 KP20
2003 KP20, também escrito como 2003 KP20, é um objeto transnetuniano que está localizado no Cinturão de Kuiper, uma região do Sistema Solar. Este corpo celeste é classificado como um provável cubewano. Ele possui uma magnitude absoluta de 7,2 e tem um diâmetro estimado com 160 km.

## Descoberta
2003 KP20 foi descoberto no dia 30 de maio de 2003 pelo astrônomo Marc W. Buie.

## Órbita
A órbita de 2003 KP20 tem uma excentricidade de 0,120 e possui um semieixo maior de 44,847 UA. O seu periélio leva o mesmo a uma distância de 39,488 UA em relação ao Sol e seu afélio a 50,207 UA.